# Vasudhara Corona
Vasudhara Corona is een corona op de planeet Venus. Vasudhara Corona werd in 1994 genoemd naar Vasudhara, boeddhistische vrouwelijke bodhisattva van rijkdom, welvaart en overvloed.
De corona heeft een diameter van 160 kilometer en bevindt zich in het noordwesten van het quadrangle Bereghinya Planitia (V-8).